# Sutan Takdir Alisjahbana
Sutan Takdir Alisjahbana (ur. 11 lutego 1908 w Tapanuli, zm. 17 lipca 1994 w Dżakarcie) – indonezyjski pisarz, publicysta i językoznawca. Odegrał znaczną rolę w ukształtowaniu indonezyjskiej polityki językowej.

## Życiorys
Kształcił się w Hollandsch-Inlandsche School w Bengkulu, a później studiował w holenderskiej szkole pedagogicznej (Kweekschool) w Bukit Tinggi (Sumatra Południowa). W latach 1931–1933 kontynuował kształcenie w Batawii (Hoofdakte Cursus) w celu uzyskania certyfikatu dyrektora szkoły. W 1937 r. wznowił studia, wstępując do szkoły prawniczej (Rechtshogeschool) w Bandungu.
Jako powieściopisarz debiutował utworem Tak Putus Dirundung Malang („Nieszczęście bez końca”), opublikowanym w 1929 r. Był współzałożycielem pierwszego magazynu literackiego w języku indonezyjskim – „Poedjangga Baroe” („Nowy pisarz”).
Podkreślał znaczenie wspólnego języka narodowego. Studiowanie prawa rozbudziło w nim zainteresowanie regułami i językiem. W 1943 r. został sekretarzem Komisji Języka Indonezyjskiego (Komisi Bahasa Indonesia). W 1948 r. wydał Tatabahasa Baru Bahasa Indonesia, nowoczesny opis gramatyki indonezyjskiej. Publikacja ta znalazła zastosowanie w szkołach i stała się głównym podręcznikiem gramatycznym języka narodowego.
Piastował stanowiska na różnych uczelniach, w tym na Uniwersytecie Indonezyjskim (1946–1948), Uniwersytecie Andalas w Padang (1956–1958) i Universitas Nasional w Dżakarcie (1950–1958). Prowadził zajęcia z zakresu filozofii, literatury i kultury. Był jednym z założycieli Universitas Nasional (1949). W latach 1963–1968 kierował Katedrą Malaistyki na Uniwersytecie Malaya w Kuala Lumpur. Po powrocie do Indonezji w 1968 r. objął funkcję rektora Universitas Nasional.
W uznaniu zasług na rzecz badań nad językami i kulturami malajsko-polinezyjskimi został odznaczony indonezyjskim Medalem Honoru w dziedzinie kultury (1970). Przyznano mu także dwa doktoraty honorowe: Uniwersytetu Indonezyjskiego (1979) oraz Uniwersytetu Malaya (1987).